# Jutta Dettmann
Jutta Dettmann (* 9. April 1983 in Osnabrück) ist eine deutsche Kommunalpolitikerin (SPD). Seit 2021 ist sie Bürgermeisterin der Stadt Melle im Landkreis Osnabrück.
Sie besuchte die Wallgartenschule Melle, die Orientierungsstufe Melle-Mitte und Ratsschule Melle. Von 1999 bis 2003 ließ sie sich am Wilhelmstift Osnabrück zur staatlich anerkannten Erzieherin ausbilden und durchlief parallel eine Zusatzausbildung zur Fachkraft für Religionspädagogik im elementar- und sozialpädagogischen Bereich. Von 2003 bis zu ihrer Wahl zur Bürgermeisterin war sie am Familienzentrum St. Marien in Melle tätig, das zur katholischen Pfarrei St. Matthäus (Melle) gehört.
Seit 2002 ist Jutta Dettmann Mitglied der SPD. Von 2002 bis 2008 war sie Vorsitzende der Meller Jusos. Seit 2003 gehört sie dem Vorstand des SPD-Stadtverbandes Melle und seit 2011 dem Vorstand des SPD-Kreisverbandes Osnabrück-Land an, seit 2013 als stellvertretende Kreisvorsitzende. Seit 2010 ist sie Vorsitzende des SPD-Ortsvereins Melle-Mitte.
Bei den Kommunalwahlen in Niedersachsen 2006 wurde Jutta Dettmann in den Ortsrat Melle-Mitte gewählt, 2011 in den Stadtrat von Melle und 2016 in den Kreistag des Landkreises Osnabrück. Bei der Landtagswahl in Niedersachsen 2017 trat sie für die SPD im Wahlkreis Melle an, unterlag jedoch gegen die CDU-Kandidatin Gerda Hövel. Im September 2021 wurde sie als Nachfolgerin von Reinhard Scholz (CDU) zur hauptamtlichen Bürgermeisterin der Stadt Melle gewählt. Auf die Möglichkeit, im November 2021 für Tobias Heilmann in den Landtag nachzurücken, verzichtete sie.
Jutta Dettmann ist römisch-katholisch und wohnt in Melle.